# Thomas Vesey (3e vicomte de Vesci)
Pour les articles homonymes, voir Vesey.
Thomas Vesey, 3e vicomte de Vesci (21 septembre 1803-23 décembre 1875), est un pair irlandais et un homme politique conservateur.

## Biographie
de Vesci est le fils de John Vesey (2e vicomte de Vesci), et de Frances Letitia, fille de William Brownlow.
de Vesci siège comme député du comté de la Queen's entre 1835 et 1837 et 1841 et 1852. En 1857, il est élu pair représentant irlandais et entre à la Chambre des lords.
En 1839, Lord de Vesci épouse Emma Herbert (1819-octobre 1884), plus jeune fille de George Herbert (11e comte de Pembroke). Elle fonde l'Abbeyleix Baby Linen Society, une coopérative permettant aux femmes d'accéder à des vêtements pour bébés abordables. Par sa femme, il a :
- John Vesey (4e vicomte de Vesci), fils aîné et héritier.
- Frances Isabella Catherine Vesey, qui épouse John Thynne (4e marquis de Bath)
- Beatrice Charlotte Elizabeth Vesey, qui épouse Richard Grosvenor (1er baron Stalbridge), frère du 1er duc de Westminster.

Il meurt en décembre 1875, âgé de 72 ans, et est remplacé par son fils, John Vesey (4e vicomte de Vesci).